# Paulina Platner
Paulina Ruth Eugenie Platner (* 16. November 2005 in Witzenhausen) ist eine deutsche Fußballspielerin, die seit Juli 2024 bei der SGS Essen unter Vertrag steht.

## Karriere

### Vereine
Paulina Platner sammelte ihre ersten fußballerischen Erfahrungen beim TSV 1899 Gertenbach, wo sie als Kind regelmäßig an einem wöchentlichen Freizeitangebot teilnahm, das von zwei engagierten Übungsleitern betreut wurde. Da dieses Angebot jedoch keine organisierte Mannschaft im Ligabetrieb darstellte, strebte Platner früh an, erstmals an offiziellen Ligaspielen teilzunehmen. Aus diesem Grund wechselte sie zum SSV Witzenhausen, wo sie ihre ersten Einsätze im regulären Spielbetrieb absolvierte und damit die Grundlage für ihre weitere Entwicklung im Leistungsfußball legte.
Platner setzte ihre fußballerische Laufbahn fort und spielte zuletzt bis zum Ende der Saison 2020/21 für die Juniorinnen des KSV Hessen Kassel. Noch keine 15 Jahre alt, gelangte sie zur zweiten Mannschaft von Eintracht Frankfurt, für die sie in drei Saisons 64 Punktspiele in der 2. Bundesliga bestritt. Ihr Debüt im Seniorinnenbereich erfolgte zum Saisonstart am 15. August 2021 mit dem 4:1-Sieg im Heimspiel gegen den FC Ingolstadt 04 mit der Einwechselung für Loreen Bender in der 65. Minute. Ihr erstes von insgesamt fünf Toren erzielte sie in der Folgesaison am 27. November 2022 (9. Spieltag) bei der 1:2-Niederlage im Auswärtsspiel gegen RB Leipzig mit dem Treffer zum 1:1 in der 56. Minute. In ihrer letzten Saison erzielte sie vier Tore in 25 Punktspielen. 
Zur Saison 2024/25 wurde sie vom Bundesligisten SGS Essen verpflichtet. Ihr Pflichtspieldebüt gab sie am 30. September 2024 (4. Spieltag) in der Bundesliga-Auswärtsbegegnung mit dem FC Carl Zeiss Jena und krönte dieses beim 2:0-Sieg mit ihrem ersten Tor, dem Treffer zur 1:0-Führung in der 56. Minute.

### Auswahl- / Nationalmannschaft
Platner kam als Spielerin der U14-Auswahlmannschaft des Hessischen Fußball-Verbandes in den Jahren 2018 und 2019 in jeweils vier Turnierspielen um den DFB-Länderpokal an der Sportschule Wedau in Duisburg zum Einsatz.
Für den DFB debütierte sie als Nationalspielerin in der U15-Nationalmannschaft, für die sie einzig am 4. Dezember 2019 in Tubize beim 3:1-Sieg im Freundschaftsspiel gegen die U15-Nationalmannschaft Belgiens zum Einsatz kam und mit dem Treffer zum Endstand in der 77. Minute sogleich ihr erstes Länderspieltor erzielte.
Vom 14. September 2021 bis zum 30. Oktober 2022 bestritt sie 20 Länderspiele für die U17-Nationalmannschaft, davon sechs Freundschaftsländerspiele, fünf EM-Qualifikationsspiele, vier EM- und fünf WM-Endrundenspiele.
In der U19-Nationalmannschaft wurde sie im Zeitraum von 8. April bis zum 2. Dezember 2023 in zehn Länderspielen eingesetzt (zwei Freundschaftsländerspiele, drei EM-Qualifikationsspiele, fünf EM-Endrundenspiele).
Vom 22. Februar bis zum 9. Juni 2024 war sie sieben Mal für die U20-Nationalmannschaft in Freundschaftsspielen aktiv und vom 5. bis 16. September 2024 in vier Spielen im Turnier um die Weltmeisterschaft in Kolumbien.

## Erfolge
- Viertelfinalist U20-Weltmeisterschaft 2024
- Finalist U19-Europameisterschaft 2023
- Vierter U17-Weltmeisterschaft 2022
- U17-Europameister 2022